# Signe Carstens
Signe Carstens, född 7 mars 2002 i Frejlev, är en dansk fotbollsspelare som spelar för AIK i Damallsvenskan.

## Karriär
Signe Carstens karriär började i den danska klubben DBK Fortuna Hjørring där hon som 17-åring gjorde seniordebut. I klubben har hon vunnit danska mästerskapen och det blev totalt 67 matcher och 1 mål över fyra säsonger i klubben. Sommaren 2024 valde Carstens att byta klubb och flytta till den skotska klubben Celtic FC. Det blev bara ett halvår i klubben, men trots detta hann hon med 9 seriematcher och 6 matcher i Champions League. 
I januari 2025 meddelade AIK att man kommit överens med Signe Carstens om ett tvåårigt avtal över säsongen 2026.
Utöver matcher i klubblagen så har Carstens gjort 11 matcher i danska ungdomslandslagen.